# Justina Bricka
Justina Bricka (14 febbraio 1943) è una tennista statunitense.

## Biografia
Durante la sua carriera giunse in finale nel doppio al Roland Garros nel 1962 perdendo contro la coppia composta da Sandra Reynolds Price e Renee Schuurman Haygarth in due set (6-4, 6-4), la sua compagna nell'occasione era l'australiana Margaret Smith Court.
Nel singolo giunse al quarto turno nelle Internazionali di Francia del 1962 venendo eliminata dalla sudafricana Renee Schuurman per 6-2, 6-3.